# Зенфтенбергер-Зе
Зенфтенбергер-Зе (нем. Senftenberger See; в.-луж. Złokomorowski jězor; н.-луж. Złokomorowski jazor), ранее — водохранилище Нимч (нем. Speicherbecken Niemtsch) — озеро из группы искусственных озёр Лужицкого озёрного края. Расположено на границе Нижней и Верхней Лужицы около города Зенфтенберга на юге Бранденбурга, в сельских округах Нимч и Гросскошен в районе Верхний Шпревальд-Лаузиц. Площадь озера составляет 1300 гектаров. Зенфтенбергер-Зе — крупнейшее искусственное озеро Германии.

## Озеро
Озеро пользуется популярностью у туристов, особенно из Саксонии. Дорога от Дрездена до Зенфтенбергер-Зе по федеральной трассе B13 занимает менее часа. Качество воды в озере регулярно контролируется независимыми организациями. Вода в Зенфтенбергер-Зе прозрачная; при благоприятных обстоятельствах просматривается глубина в пять метров. В озере обитают разные виды рыб — судак, щука, окунь, карп, сом, плотва и угорь. Зенфтенбергер-Зе является популярным местом среди рыбаков. Долгое время проблемой было окисление воды в водоёме из-за постепенного разложения богатых сульфидом железа наносов на серную кислоту и сульфаты. После организации непрерывной подачи пресной воды в Зенфтенбергер-Зе из реки Шварце-Эльстер лишь на небольших участках у заповедника и на так называемом Зюдзе (Южном озере) вода продолжает окисляться. С ноября 2007 года на Зенфтенбергер-Зе разрешено судоходство; скорость моторизированных средств ограничена двенадцатью километрами в час.

### История создания и развитие

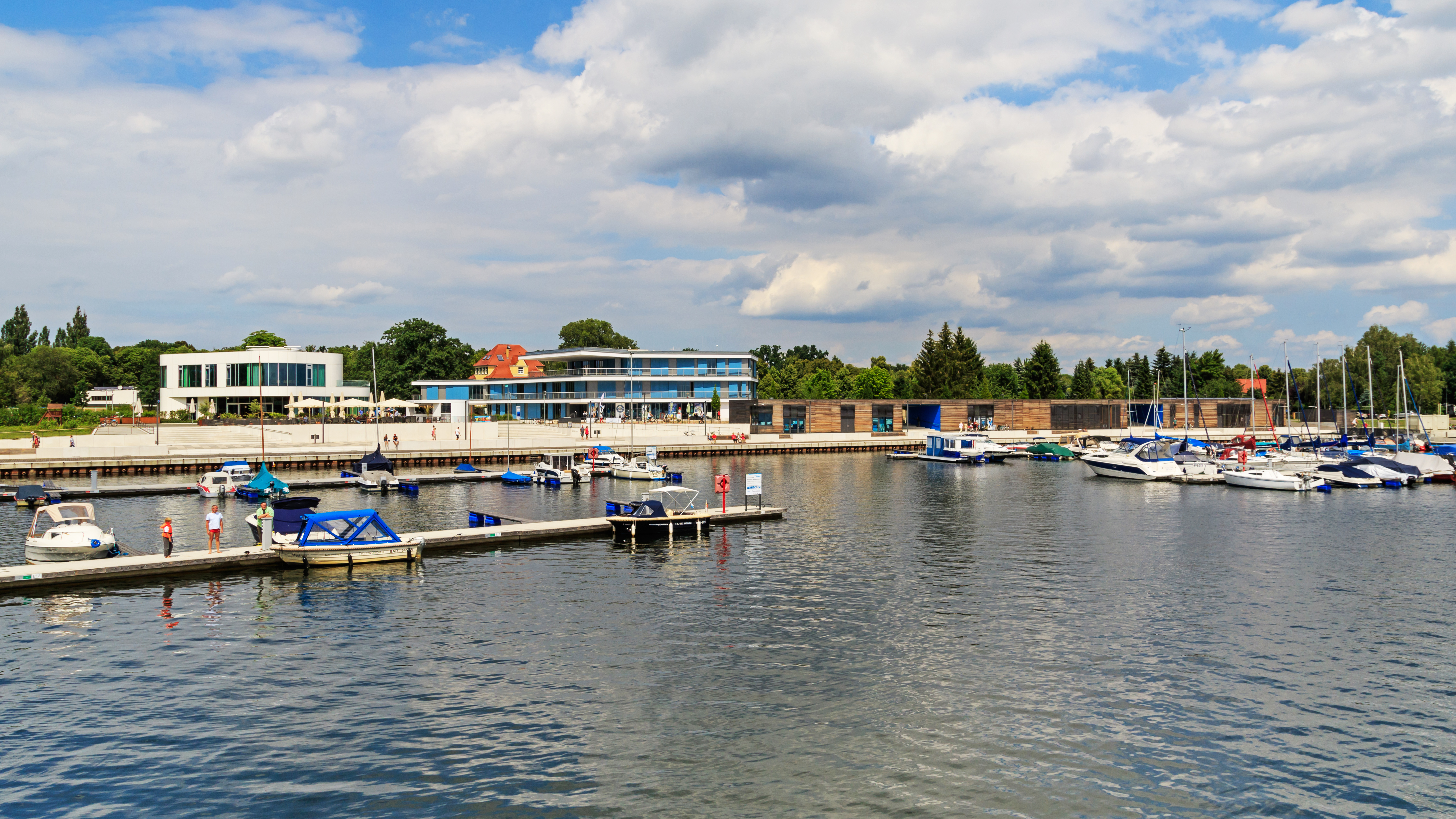
Пристань Зенфтенберга

Озеро было создано в результате затопления бывшего карьера угольной шахты Нимч водами реки Шварце-Эльстер. Процесс затопления шёл с 15 ноября 1967 по ноябрь 1972 года.
Первоначально скорость затопления составляла 60 кубических метров в минуту. Чтобы сократить время заполнения, в мае 1968 года в сорока метрах от первого места поступления воды в карьер был проделан ещё один водовод с открытым руслом. Это позволило использовать при затоплении талые и дождевые воды, что увеличило скорость затопления до 140 кубических метров в минуту.
С момента ввода в эксплуатацию первого пляжного участка в 1973 году, озеро пользуется большой популярностью среди туристов, предпочитающих отдыхать на воде. В общей сложности из 18 километров береговой линии 7,2 километра занимают пляжи. После 1990 года были проведены работы по укреплению береговой линии у озера, так, как изменение уровня воды в нём грозило обрушением большей побережья. Изначальная глубина озера составляла сорок метров, но современные измерения не обнаружили никаких точек глубже двадцати пяти метров.
С декабря 2010 по апрель 2013 года в Зенфтенберге была построена пристань для яхт, открытие которой состоялось 23 апреля 2013 года. На пристани больше ста причалов, восьмидесятиметровый плавучий пирс и здание порта. Стоимость строительства составила 13 миллионов евро.

## Остров
На Зенфтенбергер-Зе имеется искусственный покрытый лесом остров площадью в 250 гектаров. В 1981 году территория острова была объявлена заповедником. Он состоит из насыпного щебня, бывшего побочным продуктом при разработке карьера.